# Salammbô (Flaubert)

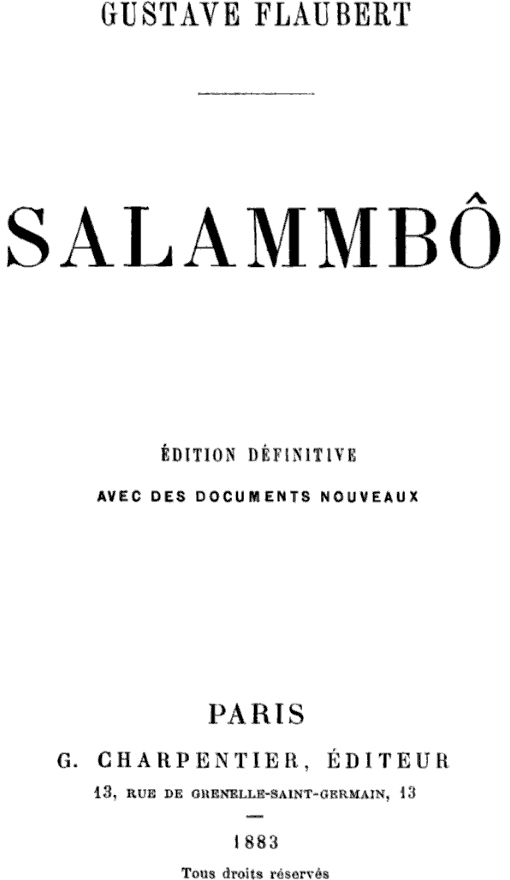

Salammbô là cuốn tiểu thuyết của nhà văn người Pháp Gustave Flaubert. Cuốn tiểu thuyết này được viết vào năm 1862. Hoàn cảnh mà tác phẩm đề cập đến là chiến tranh của lính đánh thuê, một sự kiện lịch sử ngay sau chiến tranh Punic đầu tiên, vào thế kỷ III TCN tại Carthage. Tác phẩm mang màu sắc phương Đông.